# はらみつお
はら みつお（本名：長谷川 光夫（はせがわ みつお）、1952年9月30日 - 2007年3月13日）は、三木プロダクションに所属していたお笑い芸人。広島県出身。
三波伸介やウガンダ・トラ等と並ぶデブタレントの嚆矢で、「お笑いタレントスクール笑学校」（現在の「三木プロSHOWカレッジ」）の初代校長も務めた。 

## 来歴・人物
- 17歳でレオナルド熊に弟子入り、1971年に三木ヒロシとのコンビ「コント笑企業」を結成し、左官屋コントなどを得意としたが、1977年に解散し、熊が副業として経営していた小料理店の板前などに起用されていた。
- 元リーダーのホープをクーデターで追放した「コントスリーピース」（水島びん、ジミー市井）に、ホープの後釜として加入した。
- ポール牧門下に移り、ホープとのコンビ「ホープ&ロッキー」（当時の芸名はロッキー牧）として活動。
- その後トリオ「コント一番星」を結成したが、一人が脱退し「コント太平洋」に改名した。当時の芸名は牧洋だった。
- 一時期、田口れんじ（当時の芸名はがすれんじ）とのコンビ「Wコミック」（3代目）でも活動した。
- 中村有志らと「東京バッテリー工場」を結成し、『ザ・テレビ演芸』で2代目グランドチャンピオンになる。
- 解散後は「ホープ軍団」の重鎮として、また三木プロダクションが2004年に開校した「お笑いタレントスクール笑学校」の校長として、後進の育成に注力した。卒業生にクリニック高田、少年ゾンビ（三木プロ所属）、ルサンチマンなどがいる。

## 出演
- おはようスタジオ
- ザ・テレビ演芸
- 裸の大将 第43話「清がサーカスにやってきた」（1990年、関西テレビ / 東阪企画） - 団員
- ラスト・フレンド
- ヨイショの男
- 神様、もう少しだけ
- 十津川警部シリーズ
- 新・いのちの現場から2
- 天までとどけ（1991年 - 1999年、TBS） - 小倉武春（お米屋さん）役
- 3番テーブルの客（1997年、フジテレビ）
- 月曜ミステリー劇場「早乙女千春の添乗報告書14」（2003年）